# Rebigue
Rebigue ist eine südfranzösische Gemeinde mit 493 Einwohnern (Stand: 1. Januar 2022) im Département Haute-Garonne in der Region Okzitanien (vor 2016 Midi-Pyrénées). Sie gehört zum Arrondissement Toulouse und zum Kanton Castanet-Tolosan. Die Einwohner werden Rebigois genannt.

## Geographie
Rebigue liegt etwa 15 Kilometer südsüdöstlich des Stadtzentrums von Toulouse und gehört dem 2001 gegründeten Gemeindeverband Sicoval an. Nachbargemeinden von Rebigue sind Mervilla im Norden, Castanet-Tolosan im Osten und Nordosten, Pompertuzat im Osten und Südosten, Corronsac im Süden sowie Aureville im Westen.

## Bevölkerungsentwicklung
| 1962 | 1968 | 1975 | 1982 | 1990 | 1999 | 2006 | 2018 | Quelle |
| ---- | ---- | ---- | ---- | ---- | ---- | ---- | ---- | ------ |
| 140  | 118  | 223  | 317  | 355  | 444  | 499  | 467  | [ 1 ]  |

## Sehenswürdigkeiten

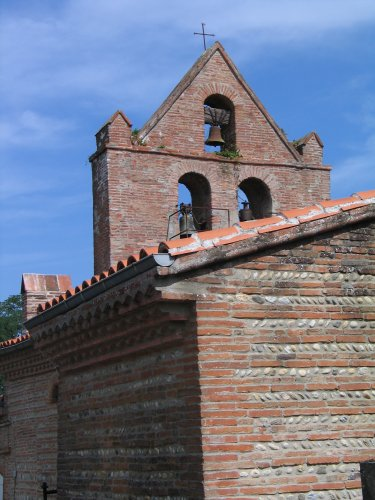
Kirche Saint-Lizier

- Kirche Saint-Lizier